# Khanat Ardabil
Das Khanat Ardabil war ein persischer Vasallenstaat in der heutigen iranischen Provinz Ardabil, der von 1747 bis 1753 existierte. 
Das Khanat entstand nach dem Tod von Schah Nadir von Persien 1747, nach dem die persische Zentralgewalt zusammenbrach. Hauptstadt war das gleichnamige Ardabil. 
1753 wurde es vom Khanat Karabach unter Khan Panah-Ali unterworfen.